# プリンスエドワードアイランド州の旗

プリンスエドワードアイランド州の旗

プリンスエドワードアイランド州の旗（Flag of Prince Edward Island）は、1964年に制定された、州の紋章がデザインされたカナダ・プリンスエドワードアイランド州の州旗である。縦横比は2:3。
上部1/3はこの州の名前の元となったケント公エドワード（後のヴィクトリア女王の父親）の紋章と同じイングランドのライオンであり、下部2/3は小さな島に4本のオークが生えている図。3本の小さな木は3つのこの州の郡（プリンス郡、クイーンズ郡、キングス郡）を示し、大きな木はイギリスを示し、その庇護の元で育つ様子を表す。